# Tumanski R201-300
Das Tumanski R201-300 (С5.44) ist ein sowjetisches Zweikammer-Flüssigkeitsraketentriebwerk. Es wurde vom OKB-300 (jetzt AMNTK „Sojus“ (russisch АМНТК „Союз“)) unter der Führung von Sergei Tumanski entwickelt. Tests folgten von 1961 bis 1967.
Das R201-300 wird von der Rakete Raduga Ch-22 verwendet, die als eine der stärksten Anti-Schiffs-Lenkwaffe Russlands gilt. Eine Besonderheit des R201-300 ist die sehr breite Spanne der Schubkraft von 6 bis über 80 kN. Zum Vergleich: die Schubkraft des Triebwerks Isajew C5.33 liegt zwischen 11 und 70 kN.

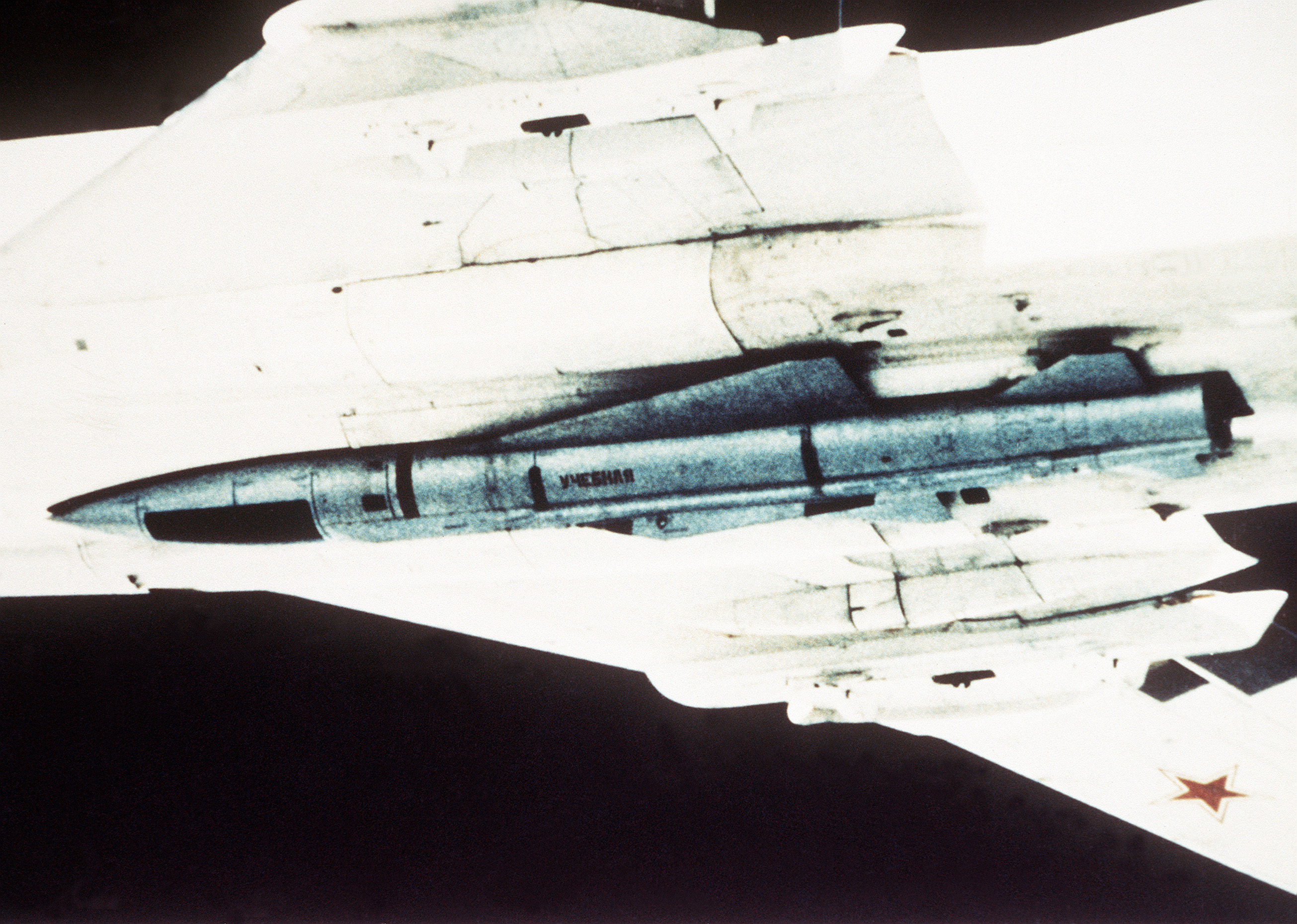
Ch-22

## Einsatz
Das R201-300 startet 3 Sekunden nach der Trennung der Rakete vom Flugzeug. 11 Sekunden nach den Start beginnt ein Aufstieg und die Ch-22 erreicht unabhängig von der Anfangsgeschwindigkeit (Geschwindigkeit des Flugzeuges) Mach 3,44. Danach wechselt das R201-300 von Start- auf Marschschub von 13,7 kN und in 22.500 Metern Höhe beginnt der Horizontalflug. Da das Gewicht der Rakete schnell abnimmt, vergrößert sich die Marschflughöhe, reduziert sich der Luftwiderstand und das Schub-Gewicht-Verhältnis wächst, wodurch die Rakete bis Mach 4 weiterbeschleunigt. Danach, um eine Überhitzung der Rakete zu verhindern, geht das R201-300 in eine Betriebsart mit einer Schubkraft von 6 kN. Zu Ende des Marschflugs hat die Ch-22 von Mach 4,6 (etwa 1400 m/s) und erreicht eine Höhe von etwa 30.000 m. Während des Fluges misst das Bordradar den Peilwinkel zwischen der Raketenlängsachse und dem Ziel. Wenn der Winkel 30 Grad erreicht (in einer Entfernung von annähernd 60 km vom Ziel), schaltet sich das R201-300 ab und die Rakete geht auf einer ballistischen Flugbahn in den Sinkflug über, wobei sie wegen der hohen Geschwindigkeit bereits über dem Ziel ist und fast senkrecht fällt. Sie trifft das Ziel mit einer Geschwindigkeit von rund 800 m/s.

## Technische Daten
| Einführungsjahr                                                     | 1967 |
| Gewicht                                                             | 112 kg |
| Maximale Brenndauer                                                 | 530 s |
| Treibstoff                                                          | TG-02 |
| Oxidator                                                            | AK-27I (Salpetersäure 69,8-70,2 %, Distickstofftetroxid 24-28 %, Wasser 1,3-2 %, Aluminiumsalze ≤0,01 %, Iod 0,12-0,16 % (Inhibitor)) |
| Startschubkraft (H=10 km)                                           | 82 kN |
| Maximale Marschschubkraft (H=25 km)                                 | 13,7 kN |
| Minimale Marschschubkraft (beim Anflug auf das Ziel, maximale Höhe) | 6 kN |